# Milena Nikolowa

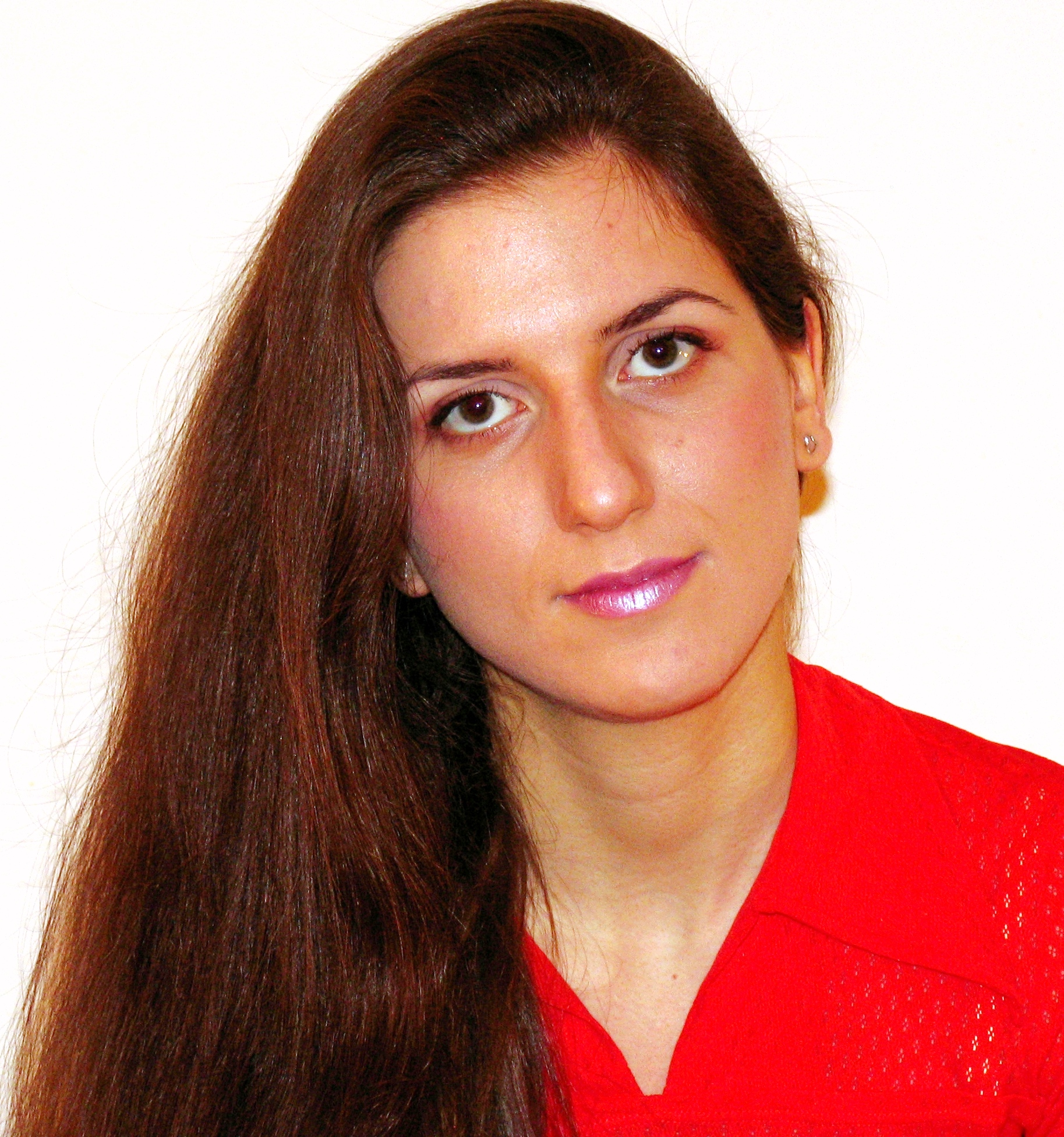
Milena Nikolowa

Milena Nikolowa (auch Milena Nikolova geschrieben, bulgarisch Милена Николова; * 31. Oktober 1984 in Sliwen) ist eine bulgarische Schriftstellerin.

## Leben
Nikolowa besuchte das Gymnasium für Fremdsprachen in Sliwen, in dem sie Englisch und Deutsch lernte. 2003 ist sie an der Universität für National- und Weltwirtschaft Sofia  angenommen worden und erhielt 2008 den Abschluss als Bachelor „International Economic Relations“. Im selben Jahr schrieb sie sich an der Neuen Bulgarischen Universität ein. Dort erhielt sie 2009 ihren Abschluss als Master „International Business“. Im gleichen Jahr erwarb sie an der Nationalen Sportakademie "Vasil Levski" in Sofia Diplome in Physiotherapie und in Spa-Therapie.
2011 erwarb sie ihren zweiten Master in "English and methodology".
Acht Jahre lang war sie Mitglied der Literaturklasse der Vereinigten Schule der Künste „Mischo Todorov“ in Sliwen, die von der Schriftstellerin Ewgenia Genowa geleitet wurde.

## Leistungen
Sie gewann zweimal den Wettbewerb „Europe at School“ (1999 und 2004), organisiert vom Europarat, vom Europäischen Parlament, von der Europäischen Kommission und der Europäischen Kulturstiftung.
Beim 51. Internationalen Schankar-Wettbewerb gewann sie die Silbermedaille.
Des Weiteren erhielt sie Auszeichnungen bei weiteren nationalen Literaturwettbewerben für Poesie und Belletristik, unter anderem: "Kunst gegen Drogen", "Petja Dubarowa", "Dora Gabe", "Vitoschko lale" (Tulpe von Witoscha), "Iuschni slantsa" (Südliche Sonnen), "Die Träume meines Kindes", "Wir leben auf Botews Erde" und "Die Liebe, ohne die wir nicht existieren können".
Viele ihrer Werke sind in Bulgarien in Zeitungen (u. a. "Dnewen Trud", "Sega", "24 tschasa" (dt. "24 Stunden")), in Zeitschriften (u. a. "Rodna Retsch" (bulg. Родна реч), "Plamak" (dt. "Flamme"), "Schaschda", "Slovoto dnes", "Novijat puls", "Literaturen front"), auf Web-Seiten ("Liternet", "Listopad", "Az-jenata") und über Radio- und Fernsehsender publiziert worden.
Sie übersetzt Gedichte amerikanischer, englischer, deutscher und mazedonischer Schriftsteller ins Bulgarische.
Seit 2008 ist sie Mitglied des bulgarischen Schriftstellerverbands.
2013 und 2014 gewann sie den nationalen bulgarischen Poesie-Wettbewerb "Binio Ivanov" in Kjustendil.
2014 war sie Mitglied der Jury des internationalen Poesie-Wettbewerbes "Write, share, get read" (Schreibe, teile, werde gelesen) und Mitglied der Jury des nationalen bulgarischen Poesie-Wettbewerbs "The Christian family – the perfect way to love the other one".

### PoemTherapy
Im Mai 2012 hat sie auf Facebook den Blog PoemTherapy gegründet. Es ist ein freies, über Spenden finanziertes, Online-Magazin für bulgarische und internationale Kultur. Hier veröffentlicht sie unter anderem auch eigene Gedichte und Gedichte anderer bulgarischer und internationaler Autoren.
In Gedenken an Evgenia Genova hat sie im Dezember 2014 auch erstmals den internationalen Poesie-Wettbewerb "If my heart is set on fire, the Universe will get flooded into love" organisiert.

## Werke (Auswahl)
- Любов по време на дъга. (Liebe in Zeiten des Regenbogens) Plamak, Sofia, 2003. ISBN 954-8046-65-2.
- Сълзи в джобовете. (Tränen in der Tasche) Bulgarski pisatel, Sofia, 2005. ISBN 954-443-520-4.
- Обяснение в благодарност. (Erklärung in Dankbarkeit) Obnova, Sliven, 2015. ISBN 954-9486-735.
- Eine Sonnenbrille für die Sonne, Books on Demand, Norderstedt, 2016. ISBN 978-383-911-027-0.